# Broadcast Markup Language
Broadcast Markup Language (Linguagem de Marcação para Transmissões), ou BML, é um padrão baseado em XML desenvolvido pela Associação de Indústrias e Empresas de Rádio do Japão como forma de especificação para transmissão de dados em transmissões de televisão digital. O padrão foi finalizado em 1999, tornando-se Especificação de Codificação e Transmissão de Dados para Broadcasting Digital ARIB STD B24.
A especificação STD B24 é derivada de um esboço anterior do XHTML 1.0. Alguns subconjuntos CSS 1 e 2 são suportados, bem como ECMAScript.
Um exemplo de cabeçalho em BML:
```
<?xml version="1.0" encoding="EUC-JP" ?>

<!DOCTYPE bml PUBLIC "+//ARIB STD-B24:1999//DTD BML Document//JA" "bml_1_0.dtd">

<?bml bml-version="1.0" ?>

```

Desde a versão 1.0 em 1999, o padrão BML passou por várias revisões, e em 2007 passou para a versão 5.0. Porém, devido à grande base instalada de receptores que apenas suportam a especificação original 1.0, transmissoras não podem implementar novos recursos definidos nas revisões.